# Военные парады на Красной площади в 2020 году
Военные парады 9 мая и 24 июня 2020 года на Красной площади — военные парады на Красной площади в Москве, посвящённые 75-летнему юбилею Дня Победы в Великой Отечественной войне. Парад должен был состояться на Красной площади 9 мая, но его пришлось отложить из-за эпидемии COVID-19. В результате парад прошёл 24 июня, в день 75-й годовщины Парада Победы в 1945 году. 9 мая же состоялась только воздушная часть парада с участием военной авиации.

## Военный парад 9 мая
16 апреля 2020 года было решено перенести проведение основных мероприятий военного парада с 9 мая на неопределённый срок в зависимости от эпидемической остановки по COVID-19. Но, позже в конце апреля — первых числах мая была обнародована информация о проведении воздушной части военного парада в 32 городах России, в том числе в Москве.
Репетиция воздушной части военного парада состоялась 4 мая 2020 года. Авиация участвовала на параде 9 мая 2020 года, пролетая над Красной площадью, также было решено повторить воздушную часть парада и позднее в 2020 году при проведении наземной части военного парада на Красной площади. 9 мая воздушная часть парада состоялась и в ряде других городов России, где традиционно в последние годы в этот день проводились военные парады.
Наземная часть военного парада 9 мая проводилась ограниченно на Соборной площади Московского кремля. После торжественной речи президента России торжественным маршем прошли военнослужащие Президентского полка. После президент возложил цветы к Могиле Неизвестного Солдата.
Вечером 9 мая в Москве салютным дивизионом было выпущено более 10 000 фейерверочных изделий 55 разновидностей.

## Подготовка к военному параду 24 июня
О проведении военного парада на Красной площади 24 июня 2020 года президент России В. В. Путин объявил 26 мая 2020 года. Одновременно день проведения военного парада был объявлен нерабочим выходным днём. 29 мая был издан соответствующий Указ президента.
К параду готовились в срочном режиме. Первая репетиция в подмосковном Алабино состоялась 8 июня. Из-за пандемии COVID-19 в парадные расчёты попали далеко не все, кого отобрали. В начале июня министр обороны Сергей Шойгу сообщил, что в шествии примут участие преимущественно военнослужащие с иммунитетом к SARS-CoV-2. Тренировки проводились в средствах индивидуальной защиты — перчатках и масках.

## Проведение военного парада 24 июня
Всего в параде приняли участие свыше 14 тысяч военнослужащих, 234 единицы наземной военной техники, в том числе и восстановленной техники образца Великой Отечественной войны (танки Т-34-85 и самоходные установки СУ-100).
Парадный строй состоял из 40 пеших расчётов.
В авиационной части парада Победы приняли участие 75 вертолётов и самолётов ВКС России.
На мероприятии присутствовали главы Республики Беларусь, Узбекистана, Боснии и Герцеговины, Казахстана, Кыргызстана, Молдавии, Таджикистана, Сербии, Южной Осетии и Абхазии. Также на парад приехали председатель исполкома СНГ Сергей Лебедев, глава ЕЭК Михаил Мясникович и генсек ОДКБ Станислав Зась.
Зрители обратили внимание на два аспекта, которые отличают этот парад от парадов предыдущих лет: первый — это обилие военно-технических новинок; второй — неожиданные спецэффекты, которые использовались в ходе трансляции с Красной площади. Военнослужащие участвующие на параде 24 июня, а также большая часть зрителей присутствующих на параде, в том числе руководители некоторых государств, несмотря на продолжающуюся эпидемию и рекомендации носить медицинские маски и соблюдать социальное дистанцирование в 1,5-2 метра, были без надетых медицинских масок, а на трибунах располагались ближе рекомендуемых расстояний друг к другу.
Позднее, в 23:00 по московскому времени, прогремел праздничный салют, его запустили на Лужнецкой набережной Москвы. Было использовано около 10 тыс. фейерверочных изделий из 52 пусковых установок в сопровождении 30 залпов оружейного салюта из 18 ЗиС-3. Салют продлится 15 минут.
Парад 24 июня стал последним для Евгения Хорошевцева, который был диктором Парадов Победы с 2007 года — 13 декабря 2020 года он скончался от последствий коронавирусной инфекции.

## Ход военного парада 24 июня
Военный парад на Красной площади начался в 10:00 по московскому времени:

### Торжественное шествие
1. Рота барабанщиков Московского военно-музыкального училища[26][неавторитетный источник];
2. Знамённые группы со Знаменем Победы, Государственным флагом Российской Федерации и Знаменем Вооруженных сил Российской Федерации в сопровождении почётного караула 3-х видов Вооружённых Сил Российской Федерации из военнослужащих 154-го отдельного комендантского Преображенского полка.

#### Историческая часть
1. Знамённые группы со штандартами 10 фронтов заключительного этапа Великой Отечественной войны. Знаменная рота проносит 45 боевых знамён прославленных соединений и наиболее отличившихся воинских частей;
2. Парадные расчёты одетые в форму пехотинцев, лётчиков, моряков, сапёров, разведчиков, пограничников, ополченцев, казаков времён Великой Отечественной войны, и офицеров одетых в форму как на военном параде в 1945 году.

#### Современная часть

##### Парадные расчёты других государств
1. Парадный расчёт батальона миротворческих сил Национальной Армии республики Азербайджан;
2. Парадный расчёт отдельного полка охраны вооружённых сил Республики Армения (с боевым знаменем 89-й стрелковой Таманской Краснознамённой орденов Кутузова и Красной Звезды дивизии);
3. Парадный расчёт роты почётного караула вооружённых сил республики Беларусь;
4. Парадный расчёт 3-х видов[англ.] вооружённых сил Республики Индия;
5. Парадный расчёт 36-й десантно-штурмовой бригады вооружённых сил Республики Казахстан;
6. Парадный расчёт Военный институт Вооружённых Сил Киргизской Республики (с боевым знаменем 8-й гвардейской стрелковой Режицкой ордена Ленина, Краснознамённой, ордена Суворова дивизии имени Героя Советского Союза генерал-майора И. В. Панфилова);
7. Парадный расчёт почётного караула 3-х видов Народно-освободительной Армии Китайской Народной Республики;
8. Парадный расчёт роты почетного караула Национальной Армии Республики Молдова;
9. Парадный расчёт вооружённых сил Монголии;
10. Парадный расчёт Гвардии вооружённых сил Республики Сербия;
11. Парадный расчёт Военного института Министерства обороны Республики Таджикистан;
12. Парадный расчёт вооружённых сил Туркмении (с боевым знаменем 748-го стрелкового полка);
13. Парадный расчёт вооружённых сил Республики Узбекистан.

##### Парадные расчёты воспитанников Минобороны России
1. Московского суворовского военного училища
2. Тверского суворовского военного училища
3. Санкт-Петербургского нахимовского военно-морского училища
4. Кронштадтского морского кадетского корпуса
5. общественного движения «Юнармия»

##### Сводный полкСухопутных Войск
Парадные расчёты:
1. слушателей ВУНЦ Сухопутных войск «Общевойсковая академия»
2. Военного университета Министерства обороны Российской Федерации
3. курсантов Михайловской военной артиллерийской академии
4. курсантов Военной академии войсковой противовоздушной обороны им. А. М. Василевского
5. Военной академии материально-технического обеспечения им. А. В. Хрулёва

##### Сводные парадные расчёты военнослужащих-женщин
Курсанты военных вузов по профилям подготовки: ВКС, тыловой, военно-юридической, финансовой служб, военных переводчиков.

##### Сводный полкВоздушно-Космических Сил
Парадные расчёты:
1. ВУНЦ Военно-воздушных сил «Военно-воздушная академия имени профессора Н. Е. Жуковского и Ю. А. Гагарина»
2. Военно-космической академии им. А. Ф. Можайского

##### Сводный полкВоенно-Морского Флота
Парадные расчёты:
1. курсантов Балтийского высшего военно-морского училища им. Ф. Ф. Ушакова
2. курсантов Тихоокеанского высшего военно-морского училища им. С. О. Макарова
3. 336-й отдельной гвардейской Белостокской бригады морской пехоты

##### Парадные расчёты отдельныхродов войск, специальных войск и воинских формирований других ведомств
РВСН
1. Военной академии РВСН имени Петра Великого
2. Серпуховского филиала Военной академии РВСН имени Петра Великого

ВДВ
1. Рязанского гвардейского высшего воздушно-десантного командного училища им. В. Ф. Маргелова
2. 331-го гвардейского Костромского парашютно-десантного полка
3. 104-го гвардейского десантно-штурмового полка

ФСБ России
1. Московского пограничного института

Специальных войск
1. инженерных войск (сводный парадный расчёт 1-й гвардейской инженерно-сапёрной Брестско-Берлинской бригады и 45-й гвардейской инженерной Берлинской бригады)
2. войск РХБЗ (парадный расчёт слушателей Военной академии РХБЗ им. С. К. Тимошенко)
3. войск связи (парадный расчёт курсантов Военной академии связи им. С. М. Будённого)
4. железнодорожных войск (сводный парадный расчёт военнослужащих отдельных железнодорожных бригад, в том числе 38-й)

МЧС России
1. Академии гражданской защиты

Росгвардии
1. Отдельной дивизии оперативного назначения им. Ф. Э. Дзержинского

##### Парадные расчёты воинских формирований Московского гарнизона
1. 2-й гвардейской Таманской мотострелковой дивизии им. М. И. Калинина
2. 4-й гвардейской Кантемировской танковой дивизии им. Ю. В. Андропова
3. курсантов Московского высшего общевойскового командного училища
4. сводного военного оркестра Московского гарнизона (перестроение оркестра)

### Парадные расчёты техники

#### Историческая часть
1. Т-34-85 (2 КМ + 9, под управлением военнослужащих 1 гв. ТА)
2. СУ-100 (1 КМ + 6)

#### Современная часть
Парадные расчёты:
1. Бронеавтомобилей «Тигр-М» (1 КМ) и «Тайфун 4х4» с боевыми модулями (х 9) 16 гв. обрспн
2. БМП-2М (1 КМ + 6) и БМП-3 (х 6)
3. ЗАК «Деривация-ПВО» (1 КМ + 3), БМП «Курганец-25» с боевым модулем «Эпоха» (х 3) и БМП «Армата» с боевым модулем «Кинжал» (х 3)
4. БМПТ «Терминатор-2» (1 КМ + 9)
5. Танков Т-72Б3 (1 КМ + 9) 1 гв. тп
6. Танков Т-80БВМ (1 КМ + 9) 200 омсбр
7. Танков «Армата» (1 КМ + 3) и Т-90М (х 6) 27 гв. омсбр
8. БТР-82 (1 КМ), САУ «Мста-С» (х 4) и «Коалиция-СВ» (х 4) 236 абр
9. БТР-82 (1 КМ) и БМ РСЗО «Торнадо-С» (х 6) 439 гв. реабр
10. БТР-82 (1 КМ) и ПУ ОТРК «Искандер-М» (х 6) 112 гв. рбр
11. БТР-82 (1 КМ), ПУ ЗРК «Тор-М2» (х 4) 538 гв. зрп и «Бук-М3» (х 4) 35 зрбр
12. БТР-82 (1 КМ) и ПУ ЗРК С-300В4 (х 6) 77 зрб
13. БМД-4 (1 КМ + 6) и БТР-МД (х 6) 106 гв. вдд
14. БТР-82 (1 КМ) и БМ ТОСЗО «Солнцепёк» (х 9) 1 мбрхбз
15. БТР-82 (1 КМ), БМ ТОСЗО «Тосочка» (х 4) и БМ ИСДМ «Земледелие» (х 4)
16. БТР-82 (1 КМ), ЗРПК «Панцирь-СМ» (х 2), «Панцирь-С1» (х 2) и «Панцирь-СА» (х 2)
17. БТР-82 (1 КМ), ПУ ЗРК С-350 (х 4) и С-400 (х 4) 606 гв. зрпк
18. БТР-82 (1 КМ) и БПРК «Бал» (КПУС х 2, ПУ х 2, ТПМ х 2) 536 обрабр
19. Бронеавтомобилей «Тигр» (1 КМ + 3) и «Тайфун-К» (х 6) подразделений военной полиции
20. Бронеавтомобилей «Тигр» (1 КМ), «Патруль» (х 6) и «Урал-ВВ» (х 3) подразделений Росгвардии
21. Бронеавтомобилей «Тигр» (1 КМ + 4) и ПУ ПГРК «Ярс» (х 3) 54 гв. рд
22. БТР «Бумеранг» (х 3)